# أسمندة
أُسْمُنْدَة أو باقية (الاسم العلمي: Osmunda)، جنس نباتات سرخسية من فصيلة الأسمندية. توجد في المقام الأول في المناطق المعتدلة. تضم من خمس إلى عشر أنواع.